# Arduino Polla
Arduino Polla (Venezia, 6 settembre 1884 – Belluno, 27 ottobre 1955) è stato un militare italiano.
Pluridecorato ufficiale del Corpo degli Alpini del Regio Esercito durante la prima guerra mondiale, fu insignito della medaglia d'oro al valor militare concessa a vivente. Inoltre è decorato con tre medaglie d'argento e con la croce di guerra al valor militare.

## Biografia
Nacque a Venezia il 6 settembre 1884, figlio di Giovanni, commerciante di legnami, e Giuditta Besson. La sua famiglia viveva a Longarone dove egli divenne successivamente Sindaco.
Con l'entrata in guerra del Regno d'Italia, il 24 maggio 1915, fu uno degli organizzatori del Reparto volontari alpini longaronesi che partì per il fronte unendosi al reparto "Volontari Alpini del Cadore" al comando del capitano Celso Coletti. Con il grado di sottotenente assunse il comando di un plotone del Battaglione alpini "Val Pellice" impiegato sul fronte dolomitico, in zona Popera, Croda Rossa e Passo della Sentinella.  Il 29 agosto 1916, al comando di una pattuglia composta da ventisei alpini, attaccò un battaglione austriaco schierato lungo il vallone del Rio Felizon, posto sul versante nord-ovest del gruppo del Cristallo, catturando 117 prigionieri. Il 3 settembre dello stesso anno ripete l'attacco lungo la stessa direttrice riuscendo a conquistare la punta del Monte Forame. Al comando di una squadra di tredici volontari, annientò un'intera compagnia nemica, catturando all'incirca venti prigionieri. Per queste imprese fu decorato con la Medaglia d'argento al valor militare, e venne promosso tenente per meriti di guerra.
Dopo la sconfitta di Caporetto, nella fase della ritirata dal Falzarego, assunse il comando di un reparto d'assalto di "Fiamme Verdi" che condusse in linea, sul nuovo fronte del Piave, combattendo al Ponte di Vidor e quindi sul Monfenera. Il 10 novembre del 1917 fu gravemente ferito alla testa ma continuò ad esercitare l'azione di comando. Messo alla testa dell'VIII Reparto d'assalto, appartenente al 6º Reggimento alpini, rimase nuovamente ferito, per tre volte, sulle balze del Monte Asolone. Nonostante le ferite non volle abbandonare il comando del suo reparto, e si dovette ricoverarlo forzatamente presso un ospedale da campo. Per questi fatti fu promosso capitano per meriti di guerra "sul campo",  e il 10 febbraio 1918 gli fu conferita la Medaglia d'oro al valor militare a vivente.
Dopo il termine del conflitto ritornò alla vita civile stabilendosi definitivamente a Longarone, dove aprì uno stabilimento per la lavorazione del legno nella frazione Desedan. Dopo essere stata distrutta da un incendio la fabbrica fu ricostruita, e successivamente ammodernata.
Allo scoppio della seconda guerra mondiale fu richiamato in servizio attivo. Combatté valorosamente in Albania durante la campagna di Grecia, al termine della quale era stato promosso al grado di tenente colonnello, e decorato con una terza Medaglia d'argento e la Croce di guerra al valor militare.
Si spense a Belluno il 27 ottobre del 1955,  e la salma venne tumulata con tutti gli onori militari. Il comune di Longarone gli ha intitolato una via, e il locale Gruppo dell'Associazione Nazionale Alpini che lo annoverò tra i suoi soci fondatori.

### Annotazioni
1. ↑  Ricoprendo la carica di Sindaco egli avrebbe potuto essere esentato dal servizio militare, ma partì volontario.
2. ↑  Qualche giorno prima suo padre era deceduto a causa di un bombardamento aereo nemico su Venezia, nel quale erano rimaste ferite la madre e la sorella.
3. ↑  Scappò dall'ospedale rientrando al suo reparto.
4. ↑  Colpito dapprima a un fianco, poi a una gamba e nuovamente alla testa.

### Fonti
1. 1 2 3  Bianchi, Cattaneo 2011, p. 170.
2. 1 2 3 4 5 6 7 8 9  Bianchi, Cattaneo 2011, p. 171.
3. 1 2 3  Vio 2001, p. 7.
4. 1 2  Bianchi, Cattaneo 2011, p. 172.

### Periodici
- Sandro Vio, Un'ottombrata nel nome dei Volontari Alpini del Cadore, in Quota Zero, n. 2-3, Venezia, Sezione di Venezia-San Marco dell'Associazione Nazionale Alpini, 2001,  p. 7.